# Ernst Kretschmer
Ernst Kretschmer (8. října 1888 – 8. února 1964) byl německý psychiatr.
Kretschmer popsal vztah mezi tělesnou stavbou (typem), vlastnostmi osobnosti a jejími psychickými poruchami. Studoval medicínu a filozofii na univerzitě v Tübingenu; studium dokončil roku 1913. Své nejznámější dílo Körperbau und Charakter dokončil již v roce 1921. Jedná se však o nevědeckou teorii.[zdroj?]

## Členění osobnosti podle temperamentu
Dělí se podle stavby těla:

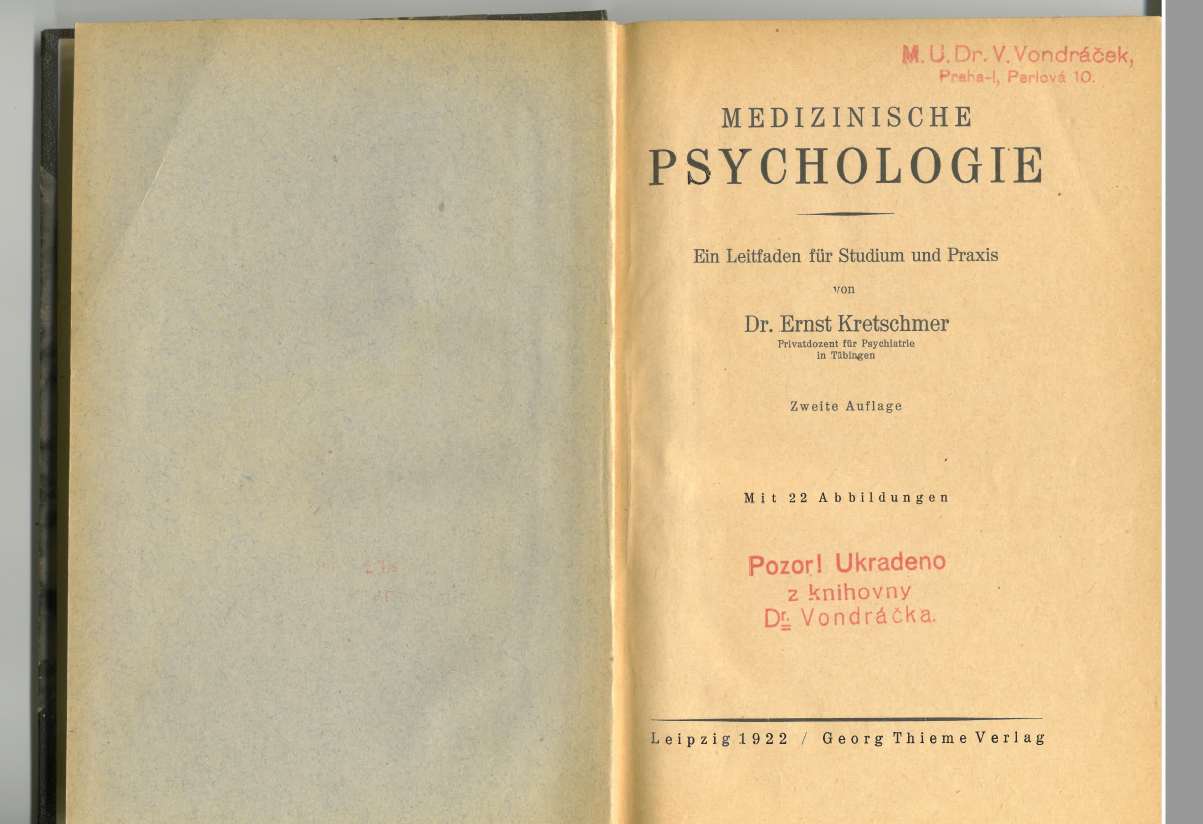
Kniha Medizinische Psychologie (1922) Ernsta Kretschmera

- Pyknik: má sklony k tloustnutí, postavu s větším objemem břicha a hrudníku, bývá středně vysoký. Lidé jsou to spíše veselí, ale se sklony k občasným maniodepresivním poruchám = cyklotymní typ charakteru.
- Astenik (leptosom): charakteristická štíhlost a výška, často se uzavírají sami do sebe, jsou přecitlivělí nebo naopak chladní až cyničtí, není příliš aktivní, má sklony k schizofrenním chorobám = schizotypní typ charakteru.
- Atletik: lidé s výrazně vyvinutým svalstvem, široký hrudník a ramena, jsou vyrovnaní a klidní, jako jediní nemají sklony k žádný psychický poruše.